# ستايسي موريسون
ستايسي موريسون (بالإنجليزية: Stacey Morrison)‏ هي مقدمة تلفزيونية نيوزيلندية، ولدت في عقد 1970 في كرايستشرش في نيوزيلندا.

## وصلات خارجية
- ستايسي موريسون على موقع IMDb (الإنجليزية)